# Ексетер (Небраска)
Ексетер (енгл. Exeter) град је у америчкој савезној држави Небраска.

## Демографија
По попису из 2010. године број становника је 591, што је 121 (-17,0%) становника мање него 2000. године.
| Група             | 2000.       | 2010.       |
| Белци             | 697 (97,9%) | 566 (95,8%) |
| Афроамериканци    | 0 (0,0%)    | 0 (0,0%)    |
| Азијати           | 1 (0,1%)    | 0 (0,0%)    |
| Хиспаноамериканци | 4 (0,6%)    | 21 (3,6%)   |
| Укупно            | 712         | 591         |